# آسیب گرفتگی پیوسته
آسیب گرفتگی پیوسته (به انگلیسی: Repetitive strain injury RSI) یکی از سریع‌ترین بیماری‌های در حال رشد می‌باشد. دلیل این بیماری به کار افزار بازمیگردد. افرادی که به دلیل نوع شغل خود مجبورند روزانه مدت زیادی پشت کامپیوتر بنشینند، اغلب به عارضه آسیب فشار تکراری مبتلا می‌شوند. از علائم این عارضه می‌توان احساس گزگز و سوزن سوزن شدن در دست‌ها و بی‌حسی، درد در ناحیه گردن و شانه‌ها اشاره کرد.
پزشکان معتقدند کار کردن طولانی‌مدت با کامپیوتر موجب بروز عارضه «آسیب فشار تکراری» (RSI) می‌شود.
این بیماری از آسیب دیدن سیستم عضلانی اسکلتی و دستگاه عصبی ناشی می‌شود که ممکن است توسط کارهای یکنواخت، کارهای دشوار بدنی، قرار گرفتن در برابر ارتعاش‌ها، فشار یا فشرده شدن مکانیکی، یا قرار گرفتن در موقعیت‌های سخت به صورت پایدار ایجاد می‌شود. RSIs این بیماری به عنوان ترومای تجمعی ویا اختلالات، و آسیب‌های تکراری استرس، صدمات حرکت تکراری یا اختلالات اسکلتی عضلانی، و سندرم استفاده بیش از حد شغلی یا ورزش نیز شناخته شده است.